# Henry Demmeni
Henry (Jean) Demmeni (Mülhausen, 5 september 1830 - Pajakombo, 13 december 1886) was een Nederlands generaal-majoor, gouverneur van Atjeh en onder meer commandeur in de Militaire Willems-Orde.

## Loopbaan
Demmeni trad op 18-jarige leeftijd als soldaat bij het Koloniaal Werfdepot te Harderwijk in dienst en vertrok van daar in de rang van korporaal naar Nederlands-Indië. Hij diende een aantal jaren in ondergeschikte rangen bij het Indische leger, waarvan in 1851 en 1852 als sergeant bij de troepen die deelnamen aan de krijgsverrichtingen te Palembang. In februari 1856 werd hij tot tweede luitenant bevorderd; in die functie commandeerde hij in 1859 en 1860 de militaire post op het eiland Flores te Larantoeka. Hij was vervolgens als eerste luitenant in garnizoen te Soerabaja, waar hij de functie van plaatselijk adjudant bekleedde. Demmeni werd in 1866 benoemd tot kapitein en geplaatst op Sumatra's Westkust.
Hij vertrok vijf jaar later, na bijna 23 jaar onafgebroken in Indië te hebben gediend, met twee jaar verlof naar Europa, bleef daar tot augustus 1873 en keerde terug als commandant van een detachement koloniale troepen op Java. Op de zeereis naar Java met het stoomschip Prins Alexander verleende hij met zijn manschappen hulp aan een Nederlands schip dat in de Rode Zee schipbreuk had geleden. De Alexander nam de op dat schip aanwezige troepen en een aanzienlijke som geld die naar Indië moest worden getransporteerd, aan boord. Voor zijn diensten benoemde koning Willem III hem tot ridder in de Orde van de Nederlandse Leeuw.
Een jaar na zijn terugkeer in Indië werd Demmeni benoemd tot majoor en commandant van de troepen in het rijk van Deli. In de jaren 1877-1879 nam hij als luitenant-kolonel deel aan de veldtochten in Atjeh onder leiding van generaal Van der Heijden. Daarbij onderscheidde hij zich zodanig dat hij op 31 januari 1880 werd benoemd tot ridder in de Militaire Willems-Orde vierde klasse.

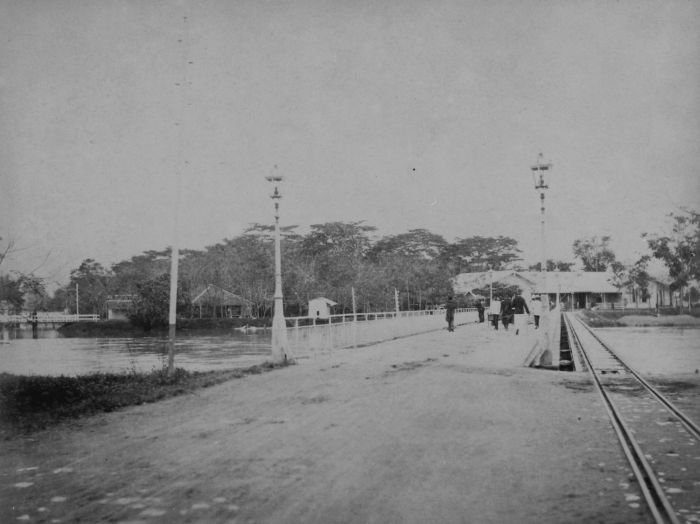
De Demmenibrug (foto: Collectie Tropenmuseum)

Vervolgens werd hij aangesteld als militaire commandant der Molukse eilanden met als standplaats Ambon. In mei 1883 werd hij bevorderd tot kolonel en aanvankelijk bestemd voor het commando van de Vesting Willem I op Java; dankzij het aftreden van kolonel Schäfer kwam echter de plaats van militaire commandant in het gouvernement van Atjeh en Onderhorigheden vrij. In januari 1884 leidde Demmeni als militair bevelhebber een expeditie tegen de radja van Teunom (westkust van Atjeh), die de opvarenden van het Engelse stoomschip Nisero in gijzeling hield. Hoewel de gijzelaars door zijn optreden niet vrij kwamen (dat gebeurde pas in september van dat jaar na betaling van een losgeld), viel hem als beloning op 27 januari 1884 het ridderkruis der derde klasse van de Militaire Willems-Orde ten deel. Later in dat jaar gaf de toenmalige civiel gouverneur van dat gebied, Laging Tobias, de wens te kennen om af te treden ten gunste van een militair. In augustus 1884 kreeg Demmeni  naast zijn militaire functies ook de taken van civiel bestuurder van Atjeh en Onderhorigheden erbij, met de titel van civiel en militair gouverneur.
In zijn functie als gouverneur bracht hij de door de regering gewenste concentratie van de Nederlandse troepen te Atjeh tot stand. Het leger trok zich terug binnen een kring van zestien versterkte posten met een straal van 6 km rond Koeta Radja, onderling verbonden door een telefoonnet en een trambaan, waarover de Atjeh Tram reed. Deze constructie werd de geconcentreerde linie genoemd. Een van de bruggen in het traject van de tram kreeg de naam Demmenibrug.
Bij Koninklijk besluit van 7 april 1886 werd Demmeni bevorderd tot generaal-majoor en op 7 april 1886 tot commandeur in de Militaire Willems-Orde.
In december 1886 legde hij (naar hij meende) tijdelijk het bevel te Atjeh neer om herstel te zoeken voor de hardnekkige koortsen waaraan hij leed. Hij was echter nog maar nauwelijks in het herstellingsoord Pajakombo aan de westkust van Sumatra aangekomen of hij overleed. Zijn opvolger werd Henri Karel Frederik van Teijn, eveneens een militair.

## Familie
Demmeni was de vader van de fotograaf Jean Demmeni. Ook zijn broer Hubert Cornelis Victor Amadé diende in het Indische leger.